# いつわりびと◆空◆
『いつわりびと◆空◆』（いつわりびと うつほ）は、飯沼ゆうきによる日本の漫画作品。『正直たぬきとたからもののやま』という題名で『週刊少年サンデー超』（小学館）2006年5月25日号と『週刊少年サンデー』（小学館）2007年24号に読切として掲載され、設定を大幅に変更し『週刊少年サンデー』にて2009年9号から2010年11号まで連載。2010年2月19日よりウェブコミック配信サイトクラブサンデーに移籍、2013年8月27日まで連載。話数のカウントは「第●話」。

## 概要
- トリックアクションを駆使した嘘バトル漫画。大型の武器が主要人物によって使用されることは少なく、飛び道具や爆薬、毒薬などが主に登場する。時代設定により、武器や戦闘に限られた部分は出てくるものの、それを補う程の戦闘の構成や叙述トリックが特徴的である。
- 舞台は現代よりも遥かに古い時代の日本で、年代は江戸時代辺り[1]。作中の世界では医療技術がそれ程発達しておらず、手術が未だ国内に認知されていない設定となっている(日本に複式手術が伝わったのは江戸時代中期)。多彩に変化し、ぽちのように喋る生き物など、妖に近い存在もいる。

## あらすじ
相手が悪人だと露知らず、正直に全てを話してしまったせいで、家族を殺された過去を持つ孤児＝天邪狐空（あざこ うつほ）。
正直さを嫌い、常に嘘ばかりつき生きてきたが、孤児の里の長である坊主の優しさに触れ考えを改める。
これからはその得意な嘘を使って、多くの人々を救う旅が始まる。

## 登場人物
作中登場する敵キャラも含めたほとんどの人物の名前には、動物名が入っている。これは作者が動物好きであることから由来している。

### 主要
主要人物には名前のどこかに動物の名前が入っており、単行本の裏表紙折に、キャラクターがそれぞれのモチーフの動物の着ぐるみを着て登場している。プロフィールは作者のブログより。
天邪狐 空（あざこ うつほ）
主人公。「因果応報」がモットーの偽り人。17歳。狐に似た糸目が特徴で、一人称は「ワシ」。出身地は不明だが、関西弁のような口調で話す。元々は官吏の家の子供だったが、相手が強盗だと知らずに家の内部の情報をバカ正直に喋ってしまったせいで家族や使用人達全員が皆殺しにされたという過去をもち、かつては正直だけで生きる愚かさと己への罪悪感から、正反対に嘘だけをつくようになる。育ての親である和尚によっていい嘘のつき方を悟り、和尚亡き後はいい嘘をついて人（とことん追い詰められ、真実ではもう救うことができない者）を救う旅に出る。目標は1000人。これは和尚が救おうと望んでいた人数であり、彼なりの親孝行の現れであるといえる。さまざまな知識があり博学だが、ほとんどは里で書物を読んで得た知識であり、実際に不可思議な現象に遭遇すると、浮かれてはしゃぐこともある。爆薬や薬物などにも詳しく、戦闘の際に巧みに利用する。腕の装備に胡蝶刀に似た形状の刃を仕込んでいたが、第39話で敵の攻撃によって破壊され、後に両刃式の刀を仕込むようになる。常に飄々とした自由奔放な物腰で、自分が騙されないことには絶対の自信を持っている。いたずらや、人をおちょくるなどの嫌味なことが好きで、特に薬馬に対しては、からかったり蹴り飛ばしたりと扱いはかなりぞんざいだが、ぽちや烏頭目には甘く、取り分けぽちへの思い入れは祖父である五色に対し紋付袴で正装して挨拶しようとしたり、ぽちの許嫁である九十九にもライバル意識を燃やすなどといった壊れっぷりを見せるほど深い。寝ているみなもにずっと膝を貸して動けなくなるなど、みなものことを可愛がっている子供想いな様子もある。
閨にいきなり告白された時は、迎合も拒絶もせずに素っ気なく対応したが、最近では、戦線の際に宝物である家族の肖像画を閨に預けた他、銀に華麗に窮地を救われた莱真を羨ましがっている閨を婉曲的に気遣う素振りを見せるなど、彼女のことを思いやっている節は見せている。最終話では、彼女と一緒に暮らすことを望むような発言をしている。
口癖は「ブザマやな」、決め台詞は「嘘ってのも嘘や」。読み切り版では悪役だった。
身長175,5cm 体重58kg。誕生日は9月1日。好きな食べ物はいなり寿司。好きなタイプは純粋な子。血液型はAB型。名前の「空」という字には、「嘘」、「偽り」という意味があり、名前の由来もそこから来ている。
ぽち / ぽんぽこりーちっちょリーナIII世（-さんせい）
人語が話せる狸。一人称は「ぽち」。性別は未だ不明だが、読み切り版では男の子だった。空と出会った時には生後8ヶ月ほどだった。誰に対しても「さん」付けで呼び、敬語で話す。悪人に母を殺され、捕まえられそうになったところを空に助けてもらい、空と「家族」になり、一緒に人々を救う旅に出る。空とは強い絆で繋がっており、多大な信頼を寄せている。話し方や態度は礼儀正しいのだが、どこか思考にズレがあり、毎回かなりの天然ボケっぷりを披露している。そのせいで、トラブルメーカーになることもしばしば。感動すると拍手をするのが癖。空とは反対に嘘をついたり見破ったりすることが苦手で、よく言えば純真、悪く言えば単純。しかし、その純粋さのおかげでここのつの宝の一つ、櫛・七色の虹をいとも簡単に手に入れるという活躍もした。初期は気弱な面があったが、最近は敵の顔に落書きをしたり、危機に陥った空を守ろうとするなど、空の影響で怖いもの知らずな性格になった。「〜」や「ー」が多いローテンションな口調で喋る。
狸としてはまだ未熟であるためまだ化けることができなかったが、終盤ではまなの意思を受け継ぎ、鵺を助けたいと思ったことで化ける能力が開花した。そしてまなの姿となって鵺の前に現れ、彼の心を浄化する重要な役割を果たす。
体長30cm。誕生日は3月3日。団子とみかんが好物で、嫌いな食べ物は唐辛子。空と一緒に昼寝をしたり散歩に行ったりすることが好き。
薬馬 小四郎（やくま こしろう）
都にいる患者の治療法を探す優秀な医者。18歳。本作におけるツッコミ役で、一人称は「俺」。長い黒髪と鋭い青い瞳が特徴の生真面目な青年。蝶左との戦いで、変わり身を作るために髪を切り、セミロングになった。武器は使わないが、かなり打たれ強く、大男を一撃で殴り倒すほどの実力を持つ。その力と真面目さは空も認めており、ぽちや閨も頼れる存在として一目置いている。責任感が強く判断力もある一方、騙されることが多く、空に窘められたこともある。女装した男の正体を見破ったり、閨の空への恋心に気づいたりと洞察力も高い。
偽り人を嫌っており、空のことも当初は不信感を抱いていたが、彼やぽちと行動を共にしているうちに徐々に打ち解け、大きく信頼していくようになる。同時に、口うるさく空やぽちの心配をするようになり、「オカン」「小姑」などと言われている。落ち込んでいる閨を諭したり、彼女の空への恋を応援するなど年長者としての面倒見も良い。外人であるという裏設定があり、国内では未知である開腹手術を行なえたり、外国の物語は知っている一方で国内の有名な昔話を知らなかったりしている。
実は、難病に侵されている御門を救うために都の帝都御所に呼び寄せられた御門直属の御典医で、御所の面々とは古くからの顔見知り。公后に対して恩義以上の想いを抱き、公后に報いるため、何としてでも御門の病を治すと決意している。
身長173,4cm 体重60kg。誕生日は8月4日。好きな食べ物は素うどん。嫌いな食べ物は酸っぱいもの。血液型はA型。作者のブログによると蝶左とならんで人気の高い人物。
六兎 閨（むいと ねや）
撫子島に流刑された、殺人などに関わっていない軽罪の偽り人。16歳。常にお嬢様口調で、一人称は「私（わたくし・わたし）」。紅い瞳に、長い薄桜色の髪が特徴。ツインテールだったが、ここのつの宝の一つ、簪・孔雀の羽を手に入れてからはポニーテールにしている。演技（＝嘘）が上手く、空を騙すことに成功したほど。基本的にはしっかり者だが、天然でおっちょこちょいなところがあり、洒落にならない失敗もよくしているので蝶左からは「戦力にならなそう」と言われている。武器は弓だが、本来はあまり得意ではなく、本当の武器（クナイ）を隠すための嘘である。本来は既に刑期が終わっているが、島に残って大岩の中の集落に住み、子供などの世話をしていた。だが、島の人々は閨が本土に行くことを望んでおり、彼らの計らいにより空たちと旅に出ることとなる。同時に、島の人々の誠意を受け、彼らのために本土に立派な里を作ることを決意した。薬馬を里の医者にしようと思って（狙って?）いる。空に想いを寄せており、彼の役に立とうとするが、いつも空回りしている。
舎舎迦の出身で、鬼姫と呼ばれた領主の影武者を務め、領主の死後、身を隠すため撫子島に流された。
身長162,5cm。誕生日は4月24日。スリーサイズは79/59/80。好きな食べ物は人参料理。血液型はO型。子供好きで、みなものことをとても可愛がっている。料理が得意。
弐猫 控 （にびょう ひかえ）
ここのつの宝の一つ、宝玉・瞳石を守っている番人。獣のような吊り目が特徴で、一人称は「俺」。元偽り人で、本人は500年生きているといっている。実際に毒や幻覚剤が効かず、怪我を負ってもいつの間にか治り、致命傷となるような傷を受けても平然としているなど、かなり謎めいた人物。飄々としていて本音を見せず「人生は何事も面白くなければ意味がない」という考えを持ち、面白ければ常識や道徳はどうでもいいと思っている。つまんない奴が大嫌いで、薬馬と閨を嫌っているが、それと反対にぽちと空が大好き。宝を渡す試練として空と神経衰弱をし、試練に合格した空に宝を渡した後、空に「暇なら一緒に来い」と言われ仲間になる。宝の番人であるためにここのつについて詳しく、彼のもつ情報を頼りに旅の行先が決まったりするが、不可解な行動をしてはぐらかすことも多い。武器は手甲鉤で、蝶左も認めるほどの実力者である万田をあっさりと倒した。食事や睡眠を摂る必要がなく、夜はいつも暇を持て余している。
空一行の中でも特に岩清と仲が良く、彼女を真っ先に危機から守ったり、一緒に行動することも多い。彼女のことは他のメンバーとは違った特別な存在としているようで、神との謁見の前に彼女にだけ秘密を打ち明けたりもした。
その正体は鵺によって作られた人間で、本来の姿は巨大な化け猫のような生き物。創造主である鵺には強い思慕の念を抱いており、彼の心を救うため、空たちに彼の計画を阻止してほしいと懇願する。
不死身とはいえ、致命傷を与えられることが多く、単行本12巻の表紙では全員集合している中で一人だけ顔が隠れていたりと、比較的損な役回りが多い。
身長178,3cm 体重70,4kg。誕生日は2月22日。趣味は、気ままに行動すること。好きな食べ物は練り物。血液型はAB型。
八嶋 岩清（やしま いわし）
嫗の男子禁制の村・嫁村で若くして即位した姫。20歳。黒いショートカットの美女で、一人称は「妾（わらわ）」。「〜なのねん」「〜だわん」など、語尾に「〜ん」のつく喋り方が特徴。ここのつの宝の一つ、白粉・桜紅を所有している。東国一と言われた美しい肌が自慢で、自分の体に自信を持ち、かなり露出度の高い服装をしている。嫗にいた頃は、汚いものや醜いものを嫌い、村の建物をすべて建て直し、動物、人間の男や病人を追放するなどしていた。紫陽花邸にて空達と面会していた時、入谷による襲撃に遭い、空に危機を救われる。
「この世で一番美しい物」と引き換えに、空たちに宝を渡すと約束する。そして、空から鏡を渡され、この世で一番美しい物が自分だということを示した空を「空様」、「夫」と呼び、旅に同行することになる。意外と頑張り屋さんで心が広く、恋仇である閨とも仲が良く「この世に美しいものが増えるのは喜ばしいこと」と考えていて、お洒落にも喜んで手を貸す。形式に囚われず、それでいて融通の利くタイプ。また、手先も器用で、多少腕にも自信があるなど頼もしい人物（ブログによると足技が得意で閨より強いらしい）。色仕掛けで敵を油断させることもある。
控の抱く孤独や寂しさを感じ取っているようで、彼のことを前々から気に掛ける素振りを見せている。
身長170cm 体重57,8kg。誕生日は2月2日。スリーサイズは88/58/88。好きな食べ物は和菓子。趣味は体のお手入れ。血液型はB型。名前の由来は岩清水(清らかで自然なイメージ)から。
烏頭目（うずめ）
黒羽一味の一人。19歳。一人称は「俺」。能天気かつ単純思考のいわゆる「バカ」で、諺や難しい言葉を使うたびに言い間違いをしている。武器は先端に小さな鎌がついた三節棍で、近接・遠距離を問わず高い攻撃力を持つ。空に「頭はカラッポだが腕は立つ」と評され、頭の悪さとは裏腹に純粋な戦闘能力はトップクラス。正直者のせいか口が非常に軽い。空からは「トリアタマ」と呼ばれていたが、一行に加わってからは名前で呼ばれるようになった。名前は黒羽がつけたもので名字はなかったが、狸の里で猯の能力から逃れるため黒羽の名字を貰い「天狗烏頭目」となった。
高い戦闘能力で恐れられ差別と迫害の対象とされた葦原の民で、生まれた時から周囲に人間として扱われずに、理不尽な暴力を受けていたことが原因で嫌いなものをすべて壊して生きようと考えるようになる。反面、人懐っこく、淋しがりでもあり、蝶左や黒羽など気に入った者のことは大切に思う気持ちを持つ。入谷に追い詰められた際に空から共闘を持ちかけられたが、黒羽に気を使って断っている。当初は敵であった空や閨のこともそれなりに気に入り、空のことは友達だとまで発言し、入谷の反感を買う。黒城での空とのやり取りから人を殺さない生き方を考えるようになるが、それが原因で黒羽との間に溝ができる。
嫁村で入谷と戦い、自身も重傷を負いながらも一味を助けるが、黒羽に信用されていなかったと分かり、蝶左、みなもとともに黒羽たちと別行動をとる。都で黒羽から決別されるが、納得がいかず真意を確かめもう一度共に行動することとなる。
黒羽、際刃の死に深く傷心するが、空の協力で入谷に勝利し、敵討ちを果たす。人の命の重さを思い知ってからは、二度と人間を殺さないことを心に誓い、誰も悲しまない世界を作るために蝶左、みなもと共に空一行に加わる。
身長175,5cm 体重67,3kg。誕生日は9月6日(黒羽達と出会った日)。好きな食べ物は甘いもの、焼き鳥。血液型はO型。趣味は体を動かすこと。
憚木 蝶左（はばき ちょうざ）
黒羽一味の一人。21歳。一人称は「俺」。常に両目を隠した長い前髪が特徴。目元を隠しているのは、罪人の子供の証である刺青が刻まれているためで、迫害されたトラウマから黒羽たち以外に見られると動けなくなる。「〜ワケ」といった口調で話す。武器は毒屍嘴(どくしすい)で、毒を塗った鋭い十本の爪で相手に斬り掛かる。周囲に適当に合わせる面倒くさがりな性格だが、根は面倒見がよく、烏頭目のわがままにはなんだかんだ言っても付き合ったり、みなもの面倒を見たりしている。「自分たちは利害関係でつるんでいるだけ」と主張しているが、実際は黒羽たちを仲間だと認めており、烏頭目とみなもの行方を心配していることを薬馬に指摘されても否定するなど、素直でない一面もある。元々は盗賊で黒羽達を襲おうとしたが、黒羽の嘘に騙され仲間に加わる。
嫁村で入谷から烏頭目を庇って重傷を負うが、一命は取り止め、烏頭目とみなもとともに黒羽たちと一度別行動をとる。その後は烏頭目と一緒に空一行に加わるが、薬馬に暴力を振るう空を窘めたり、メンバーにツッコミを入れたりと、年長者らしい言動をとることが多い。その為、第199話 番外編2の“子供の姿になったら”では、“楽しいことをいっぱい教えてやる”という名目で空と薬馬、鳥頭目らを連れ出そうとする様子が描かれている。
作者のブログによると、薬馬と並んで読者に人気の登場人物で、ブログ内では「お兄ちゃん」「長男」などとイジられている。最終話では「揚羽」という名の娘が登場している。父親であるにも関わらず、当の揚羽は鳥頭目の影響で呼び捨てにされている。
身長182cm 体重72,8kg。誕生日は11月29日。好きな食べ物は歯ごたえのあるもの。嫌いな食べ物は甘いもの。趣味は読書で、本編でも所々で巻物を読んでいるシーンが散見される。好きなタイプはそのとき好きになった相手。血液型はA型。
蛙みなも（かわず - ）
国の隠し蔵「マヨヒガ」に閉じ込められていた幼い少女。8歳。一人称は「みなも」。彩のある大きな瞳が特徴で、ぎこちない喋り方をする。鬼神眼という力をもち、未来を見たり、状況を透視して把握することができる（いわゆる千里眼のようなもの）。そのため、「危険人物」として閉じ込められていたのだが、その境遇に憤った烏頭目によって助けられ、以来彼に懐いて恋愛感情を抱いている。ここのつの宝の一つ、着物・古の巻物を身に付けている。精神年齢は高く、鬼神眼の力でいろいろな知識を得られるため、頭も良い。鬼神眼のため故郷でも凶子などと言われていて、父と母にも殺されそうになったため逃亡した過去を持つ。生い立ちのせいか逞しい一面もあり、基本的に何事にも動じない。しかし、やはりまだ幼い部分は多く、年相応に甘えたりもする。烏頭目にはもちろん、黒羽たちや空たちからも大事に扱われており、空の膝枕で眠ったり、「みんなのこと大好きだから」と発言したりと、烏頭目や蝶左以外にもかなり懐いてきている。烏頭目たちが買ってくれた草履が宝物。
身長105,2cm 体重18,3kg。誕生日は5月6日。好きな食べ物は塩昆布と抹茶。趣味は日向ぼっこ。将来の夢は烏頭目のお嫁さん。血液型はB型。
狢 九十九（むじな つくも）
里の狸の優秀な護り手。一人称は「俺」。ここのつの宝の一つ、カフス・「銀の雫」を身に着けている。出会った当時の燕の姿をしているが、実年齢は45歳で、性別も未だ不明。常に仏頂面で感情を表に出さないが、世間知らずで天然な一面もある。怪我を手当されたことがきっかけで薬馬にだけはわずかに打ち解けた様子を見せた。化けるためには相手の魂を貰わなければならないため、里では半人前扱いだったが、竜尾たちの襲撃の際に燕の魂を貰い燕の姿に変わる。しかし、竜尾の企みで父親を殺してしまい呪いにより姿を変えれなくなり、名前を呼ぶことで相手を操る力を得る。非常に聴力が優れており、遠くからの足跡も正確に聞き取ることができる。武器はトンファーで入谷と同等の身体能力を持ち能力なしでも烏頭目とほぼ互角に戦うことができる。竜尾との決戦の後、果たせなかった燕との約束、そして里の皆の誠意を胸に、空たちと共に冒険の旅に出発する。
実はぽちの許嫁で、本人もぽちのことを大切に思い、会う日を待ち続けていた。そのため、空とは犬猿の仲。メンバーの中では年長者であるせいか、空に真面目に説教をするなど父親的な役回りが多く、閨や薬馬にも「お父さん」のようだとツッコまれていた。
身長152cm 体重43kg。大切なものは里と仲間で、好きな食べ物は揚げ玉。誕生日は5月5日。

### 黒羽一味
偽り人・黒羽をリーダーとする盗賊集団。5人で国を滅ぼし都会の方ではかなり有名とのこと。メンバーは世間から理不尽な仕打ちを受けて世の中を恨んでいる。
天狗 黒羽（あまい くろは）
黒羽一味の長である偽り人。18歳。一人称は「僕」。戦略家かつ策略家だが、感情の起伏が激しくヒステリックな一面を持つ。空や薬馬でも見抜けないほどの変装術の使い手で、普段から眼鏡をかけた小柄な男に変装していたため、仲間でも際刃以外は素顔を知らなかった。 正体は怖気を感じるほどに美しい黒衣の女性で、嫁村で正体を明かした後は素顔で行動している。 際刃以外は信用していないが、仲間のことは大切に思っている。
鬱陵島では、黒羽打倒を目論んでいた兵士たちの唯一の生き残りとして振舞い、空の隙を狙うことで重傷を負わせる。しかし、空の「嘘」に騙されて、撤収することになり、それ以降空に敵愾心を抱く。その後、入谷と手を組んで空を襲うが、逆に入谷に刺され、重傷を負う。
空の影響を受けていく烏頭目に不快感を表し、彼らを追って単独で嫁村に侵入するが、自分たちを信用していなかったことを知った烏頭目と仲違いをし、別行動をとる。
実は、かつて北西の端で栄えた見栄(みば)という国の城主の一人娘で、本名は雛菊（ひなぎく）。父親からひどい虐待を受けていたが、善人としてふるまう父親により頭がおかしいと偽られていたために、周囲に助けを求めることもできず、同じ境遇にいた際刃と支え合いながら生きていた。そのことを知り際刃を殺そうとした父を背後から刺し殺し、際刃と共に逃亡生活を送るうちに偽り人になった。その後、烏頭目たちを仲間に加え故郷を滅ぼすも未だに過去に捕らわれていることに嫌気がさし、ここのつの宝を手に入れ幸せになろうとする。
都で別行動を取っていた烏頭目たちに決別を告げるが、自身の真意と素性を明かし、仲間として本当に信頼し分かち合い、また共に行動することを決意した。
宝を狙って御所に侵入していた際に入谷と遭遇し、際刃と共に刀で貫かれ殺害される。最期は、烏頭目たちと一緒にいるうちに、気づかない間に幸せを手に入れていたことを思い、際刃の横で静かに息を引き取った。
身長150,1cm 体重42kg。誕生日は2月14日。血液型はA型。好きな食べ物はどら焼きと、際刃の入れたお茶。趣味は、静かな場所で考え事をすること。夢は、幸せになること。
際刃（さいは）
黒羽一味の一人で、黒羽の側近。18歳。一人称は「俺」。影のある風貌で、秀麗な面立ちの長身の青年。黒羽には忠実で、何であろうと従う意思を持っている。鬱陵島では、黒羽として振る舞っていたが、空との戦闘の最中に自ら正体を明かす。
本名は蝉(ぜん)といい、見栄の城主に虐待を受けていた稚児の一人だったが、城主の娘である黒羽に助けられた。虐待により手足の健が弱っているため戦うことはできず、そのことに不満を抱いている。幼少期の虐待で、頭部に受けた傷を隠すため布をかぶっている。黒羽の計画を邪魔した空を強く憎んでいる。
黒羽と共に御所に侵入していた際に、遭遇した入谷の攻撃から黒羽を守ろうとして盾になるが、共に貫かれ、彼女の命を守り切ることはできなかった。しかし、最期まで黒羽と共にいられた幸せを胸に抱き、黒羽より先に静かに息を引き取った。
身長185cm 体重64kg。誕生日は3月14日。血液型はA型。趣味は、黒羽に仕えること。作者によると、作中で一番の美形である。
烏頭目（うずめ）
憚木 蝶左（はばき ちょうざ）
蛙みなも（かわず - ）
黒羽一味のメンバー。一味殲滅後、空一行に加わる。詳しくは上述。
万田（ばんだ）
黒羽一味の一人。18歳。パンダのように目の周りが黒い大男。のんびりした性格だが、物事に疎く善悪の区別がつかないため黒羽の命令のまま悪事を働く。武器は鎖の付いたしころで、蝶左からは「尋常でない強さ」と言われ、捕えようとした役人80人をあっさり殺したことで黒羽一味の名を世間に知らしめたこともある。大陸からの移民なため言葉が通じず、異様な外見から化け物として恐れられ退治にやってきた大勢の人間を返り討ちにし、噂を聞いた黒羽一味に加わった。弐猫を刺し殺し、逃げた閨たちを追ったかにみえたが、生きていた弐猫の不意打ちで簡単に殺された。
身長198cm 体重150kg。誕生日は3月11日。好きなものは黒羽、際刃、烏頭目、蝶左。
猿臂（えんび）
黒羽達に雇われたゴロツキ。仮面をつけた長身の男性。正体を隠していた黒羽に代わり黒羽一味の5人目として振舞う。

### 偽り人
入谷 蝙蝠（いりや かわほり）
「遺恨は残さず」がモットーの偽り人。17歳。一人称は「僕」。あどけなさを残した柔和な顔立ちの少年だが、目的のために他人を騙し利用して裏切るなど、狡猾で残忍な性格。内情を探るため「孤児之里」に入り込み、そこで出会った空を気に入って、よく一緒にいた。部下と共に里を襲い、和尚に致命傷を負わせ、空を仲間に誘うも断られ、彼を殺そうするも、空の「嘘」に騙され爆薬で部下と共に倒されたが、火傷で全身に包帯を巻いた姿で空の前に現れる。
元々は裕福な商人の子だったが、相手が空き巣だと知らずに家に人がいないと嘘をついてしまったせいで、空き巣と鉢合わせになった家族が皆殺しにされたという過去をもち、己への罪悪感から生きる方向を見失い偽り人となった。そのため、同じような過去を持つ空に対して狂気的な執着を見せており、空から向けられる敵意をまったく意に介さず友情を築くことを望む一方、嘘で人助けをする空の行動を否定し、空の周囲の人間に対しては嫌悪と殺意を剥き出しにしている。
戦闘能力はかなり高くまともに戦えば空でも勝負にならず一蹴するほどの実力の持ち主。全身に仕込んだ隠し武器で相手の虚をつく戦法を使い、その戦闘スタイルで鳥頭目さえも圧倒している。実はみなもと九十九以外の主要登場人物全員に重傷を負わせるなど殺す寸前まで追い詰めたことがあるとんでもない人物。黒羽を超える策略家で、相手に警戒心を与えず信用させて思うように操るほか、口車で短期間の内に大勢の手駒を作るなどしている。変装した黒羽に気づくなど洞察力も高い。再会した際に再び空を仲間に誘うも拒絶され、自分がここのつの宝を集めて空に渡すことで好かれようとしている。
嫁村に手下を引き連れ侵入し、紫陽花邸を爆破。さらに、空たちと戦い圧倒するも、邸の崩壊のため、一旦退く。都では御門暗殺を狙う廻天党に接触、戦力拡大に尽力し参謀の座に収まる。
御所で黒羽、際刃を殺害し、怒りに燃える烏頭目と戦闘。彼の戦力と空の頭脳による連携プレーに敗北し、最後の最後で今まで自分が散々否定してきた「いい嘘」の意味を理解した上で息を引き取る。
身長170,4cm 体重60,3kg。誕生日は5月6日。好きな食べ物は表向きでは飴玉、本音は激辛料理。好きなタイプは表向きでは気立てのいい優しい子、本音では頭が良く足手纏いにならない人間。血液型はAB型。
鎖蛇（さがら）
第三話に登場。町外れの廃屋に居座っている偽り人の一団の頭。武器は鎖分銅。部下に刀を扱う巻野、大きなオノを扱う大男などがいる（なぜか部下のほとんどはハゲ）彼らの間には「疑義勝負（ぎぎしょうぶ）」という脱退勝負があり、勝てば団から抜けることができる（ルールは座ったまま相手と向かい合い、互いの体に触れず、相手を席から立たすこと。どんな嘘をついても可。途中退場は認められない）が、その実態は裏切り者を粛清する処刑方法である。鎖蛇はこの勝負を33回したことがある。空はこの一団に襲われていた少女の兄を助けるために疑義勝負を受け勝利した。
蛆原（うじはら）
祈祷師を装って領主に近づき、病気を治すと取り入る偽り人。領主は信じているが実際は阿片を使って痛みをなくしているだけ。領主を幽閉し、鬼の面をつけた大勢の部下と共に、町を荒らしている。空と薬馬に追い詰められ領主を人質にとるが部下に変装して近づいた空に殴り倒される。
頭
撫子島の重罪人の偽り人を束ねている男。狸であるぽちを「子供」と形容している。その正体は撫子島に古くから住んでいる化け狸の生き残り。かつて、人間と共存しようとした仲間たちが騙されて殺されたことから人間を非常に嫌っている。死んだ人間に化けるとこで不老不死の薬があると騙して重罪人を従えていた。部下達を爆弾で海に落として殺すが、その後生き残った部下に撃たれる。空がぽちを任せられる人間だと分かった後、火薬を爆発させ島で起こった火事を消す。
七乾 瓢（ななほし ひさご）
導天を利用して金儲けをしていた偽り人。22歳。気取った態度で人を煙に巻くことが好きな性格。自らは前に出ずに人を使うタイプで普段は導天の一番弟子として振舞う。正体が露見した後は丸い形の眼鏡を掛け、冷酷かつ慇懃無礼な本性を現す。奇術を巧みに駆使し空の「嘘」に対抗、善戦するが、国境を越えて逃亡しようとしたところを空たちの「嘘」によって捕らえられ、最後は同心に拘束される。黒髪の女性と男性の、二人の家来を従えている。
身長177cm 体重68,7kg。誕生日は8月7日。好きな食べ物は芹。趣味は奇術で、嫌いなことは奇術のトリックを暴かれること。
竜尾 竜人（りゅうび たつひと）
狸の里を襲う偽り人。76歳（石化していた数十年は肉体は老いていない）。元々の名は「王禍竜人（おおが たつひと）」だったが九十九の能力から逃れるため名前を変えている。数十年前に猯とリリーをそそのかして里を襲撃し、九十九の両親含む多くの狸たちを殺害している。その時に九十九の能力によって石化されたが再び里に現れる。かつて軍師として戦場にいたが、その頃に何度も裏切りを経験したことで心も体もボロボロな状態で人間らしい感情がなく、走ることができず目もほとんど見えない。人を騙す狸でありながら自分を裏切り毒を飲ませた妻の姿で信頼を得ようとする猯を徹底的に傷つけ貶めようとする。狸の里を襲うのも猯の居場所を奪うため。
穂獏 銀（ほばく ぎん）
空の家族の仇。25歳。おおらかで心が広いが、大切にするのは仲間と決めた人間のみで、遊び感覚で人を殺す残忍な性格。空の家族を殺した時も自分が子供であることを利用するほど。尾張の地で英雄とあがめられているが、その立場を怪しまれて蛭子が調べている。
幻驢芭 金（まほろば きん）
銀の相棒。25歳。ド天然でマイペース。戦闘狂で戦って強くなることを至上として銀のやっていることにはほとんど興味がない。知力・戦闘共に天性の才能が有り、空、薬馬、烏頭目、蝶左の四人を一瞬で倒し、勘で銀の嘘をほとんど見破ることができる。銀から唯一仲間と認められている。名字は単行本にする際の手違いで幻驢芭から幻驢馬になっていた。ブログ上では幻驢芭でやっていくらしい。
鵺（ぬえ）
今よりも遥か昔、世を混乱に陥れた伝説の偽り人。『厄災の偽り人』と呼ばれている。その正体は「ここのつ」の物語に登場する神様。詳細は後述。

### 都
日院宮朱鷺王（ひいんのみやときのおう）
国の祭事を司る御門。難病に侵されているが、このことは一部の人間しか知らない。向かい合うだけでも威光を感じさせ、人並み外れた存在感をもつ。御門というだけあって世の中のことに広く精通しており、空や閨の生い立ちまで理解していた。廻天党によって暗殺の危機にあり、宝物庫にある「ここのつ」の宝と引き換えに、空達も警護に加わることとなる。
公后
薬馬が想いを寄せる人物で、美しく気品のある女性。異国から来た薬馬のことを何かと気にかけており、とても信頼している。平等で思いやりがあり、髪を短くした薬馬をからかうなど、茶目っ気のある明るい性格。
山羊（やぎ）
帝都御所総取締役。厳格な人物で、身分の知れない身である空達の御門との面会を一度拒否した。
獅子王 牙音(ししおう がいん)
廻天党党首。御門を抹殺し、世の中に改革を起こすことが目的。しかしむやみな殺生は好まない。洞察力がとても高く、入谷の抱える企みや心の闇に最初から気づいていた。昔、息子を亡くしており、若くして悪道を走る入谷を哀れみ説得を試みたが、彼の心を動かすことが出来ぬまま返り討ちに遭う。その後、薬馬と戦闘したあと御門に諭され、残党と共に捕まった。

### 狸の里
ぽちの父母の故郷。化け狸が大勢暮らしている。
五色（ごしき）
里の長。空一行を宿へ案内する。人間に不信感を抱き、空たちのことも初めは警戒していた。実はぽちの実祖父で、ぽちの母・かてリーナの実父。孫のぽちを深く愛し、心配していた。
鼓 猯（つづみ まみ）
竜尾に付く狸。気の強い挑発的な性格。細身で黒髪の女性の姿をしている。数十年前、怪我をしていた竜尾を介抱した時から彼に惹かれ、献身的に尽くしている。そのころに竜尾の命令で里を襲い、仲間の狸を殺したため呪いがかかっており、他の姿に化けることができないが、名前を呼ぶことで相手を操る力を得る。
人間不信となった竜尾の信頼を得ようとするが、実は彼女の姿はかつて竜尾を裏切った妻のもので、竜尾のトラウマを刺激し狸の里を襲う原因となってしまう。
リリー
竜尾に付く狸。寡黙だが内面はかなり激しい性格。猯とは正反対に、たらこ唇が特徴的な、グラマラスな体型にロングヘアーの女性の姿をしている。狸と人間との間に生まれたハーフで、尻尾が尖っている。他の狸が持たない特殊な能力を持っており、化けた相手の動きを操ることができる。猯とは昔から仲がいい。猯を傷つける竜尾を内心では嫌っており、愛想を尽かしてほしいと思い、竜尾が猯を傷つけるのにあえて協力している。
単行本のおまけ漫画では大好きな猯の居ないところで竜尾の背中を蹴ったり、足を引っ掛けてわざと転ばせたり、池に突き落とすなど陰湿な暴力行為をしている
明石 燕（あけいし つばめ）
数十年前に狸の里に現れ、九十九の命を救った青年。九十九の持つ優れた聴力と身体能力は元々は彼のものだが、性格は九十九と違って親しみやすく明るい。九十九と出会って以後、親友となる。戦の毎日に疲れ果て身体を壊し、ここのつの宝を求めて旅をしていた。九十九を冒険に誘うが、竜尾の襲撃に巻き込まれ足を失い、病の悪化も伴って命を落とす。死ぬ間際に九十九に自らの魂を与え、同時にここのつの宝の一つ、耳飾り・銀の雫を渡した。好きな食べ物はゴマ団子。嫌いな食べ物はわかめ。

### 銀の手駒
銀、金の下につく者達。あくまで手駒で銀からは仲間と認められていない。尾張の地で呼ばれるまでお互いに面識はなかった。
蝸牛（かぎゅう）
銀の手駒。19歳。頭巾で顔の半分を覆い、頬に渦巻きの模様をつけている。腕に仕込んでいる管から強酸を出し、自在に操って攻撃する。加えて烏頭目と互角の戦闘能力を持ち、接近戦では強酸という武器もあり彼をかなり苦戦させた。烏頭目と同じ葦原の民で、少年時代には実験台として、何度も顔の皮膚を溶かされるという仕打ちを受けたうえ、最愛の妹まで失い、人間を激しく憎むようになる。顔を隠しているのも、顔の上半分が溶けて崩れているため。メンバー内ではまともな常識人で、みんなのツッコミ役である。銀のことを敬っているが、本当の仲間になることまでは望んではいない。
莱真（らま）
銀の手駒。18歳。ツインテールの少女で、黒をあしらった服装をしている。銀に強く想いを寄せ、彼と二人で幸せになる未来を夢見ている。一見すると幼い印象の美少女だが、本性はかなり口汚く、銀に唯一仲間と認められながら銀を殺そうとする金のことを激しく嫌っている。いつも空に守られている閨に無性に嫉妬し、目の敵にする。華奢な見た目に反してかなりの怪力で、かなりの重量のある鉄筋を遠くから正確に狙って投げられるほどである。実は筋骨隆々の特殊な筋肉をもって生まれ、その体のせいで幼い頃は村でひどい虐待を受けていたが、銀によって助け出されている。普段は特殊な装具でツボを刺激し、普通の体型を維持しているが、質量は変わっていないため体重は100kgを超える。閨との戦闘では、その怪力を駆使して彼女を圧倒するが、閨の咄嗟の機転による攻撃で心室細動を起こし、彼女に「人と協力しあうのも悪くない」と教えられた後、倒れた。
岩爺（いわじい）
銀の手駒。特殊な体のせいで成長することができなかったため、かなり小さな外見で子供の振りをしたり隠れて不意打ちを仕掛ける。自分を重宝してくれている銀のことを超敬っているが彼の前では気難しい態度でいる。蝸牛曰く「気味の悪いツンデレ」。みなもと戦闘し、彼女を侮って掛かるが、みなもの鬼神眼の能力に破れ落とし穴の中に閉じ込められる。
人蟷 螂餌（ひとう ろうじ）
銀の手駒。常に狂ったような動きをし、人間を解剖することに快感を覚えているという異常者。武器は巨大な二つの鎌を操る。自身の身体にも鉄を織り込むなどして強化している。銀の身体に惚れ込んでおり、何かにつけては彼に解剖させるよう迫っている。昔は優しく有能な医者だったが、延命治療に苦しみの声を上げ続ける少女の姿が彼を狂わせ、心を壊してしまった。薬馬と戦闘し、急所を狙った的確な攻撃で彼を追い詰める。最後は彼に形勢を逆転された後に身体を元に戻され、目を覚ました時には以前のような穏やかな表情を見せた。

### 最終章・神編
鵺（ぬえ）
「ここのつ」に登場する『神様』の正体。黒く特徴的な衣を纏った男。見た者を黙らせ恐れさせるほどの威圧的な存在感を放っている。今よりも遥か昔、類い稀なる才能を駆使して殺戮を繰り返し、世を混乱に陥れた最凶の偽り人で、『厄災の偽り人』と呼ばれる。この世の因果律を全て理解している全知全能の人物で、たった一つのウソで国を滅ぼしたこともあるという。心身の疲労に限界を感じ山の中で朽ちようとしていた時、独りの少女・まなに出会い、町中に虐げられていた彼女を救い、ここのつの宝物を与える。その後数年、まなと幸せに暮らしていたが、飢餓に苦しむ人間たちにまなを殺され、彼女を甦らせると同時に人間たちに報復することを決意する。まなの体の部品を入手するためにここのつの宝をばら撒き、宝を集めた者が訪れると採集しまなを再生させるという実験を数千年に及び続けている。神の間に訪れた空たちと謁見し、人間に対する激しい憎悪を露にする。彼の発する「この世には二種類の人間がいる。騙す奴と騙される奴だ」という台詞は、読み切り版の空の台詞と同じである。
まな
「ここのつ」に登場する若者。閨と同じ、長く綺麗な桜色の髪をもつ少女で、烏頭目や蝸牛のように特殊な血種の人間。敬語を使い、どこかぽちに似た喋り方や言い回しをする。思考力は著しく低いが、人を疑うことを知らず、「百人・千人に騙されたらどうするか」と問われても「千一人信じる」と答えるほど、正直で清らかな心の持ち主。しかし、その純粋さが災いして町中から利用され虐げられ、挙句には家や畑まで取り上げられたため、野宿生活をしており病にも罹っていた。いつも町の人々に無実の罪を擦り付けられており、体中には役人から受けた折檻の痕跡が痛々しく残っている。いつものように役人に突き出されていたところを、突如現れた鵺に助け出される。その後、弱っていた体も鵺に治療され、彼と数年幸せに暮らしていたが、その円満な暮らしが飢餓に苦しむ人間たちの嫉みを生み、ある日彼らに騙されて城を出た所を体中を引き裂かれ、粉々に砕かれて殺される。鵺が思う以上に人を信じ、世界中が助け合える日が来ることを望んでいた。

### その他
人間（じんかん）
孤児を引き取って育てる「孤児之里」の長。周囲からは和尚、空には「ジジイ」（時に「極道坊主」）と呼ばれている。頭に大きな傷がある（娘が崖から落ちた時についたもの）。若くして高い僧位を受け、多くの施設を作り奉仕活動をしていた。空に「自分を責める必要なんてどこにもない」ということを分からせようとした。「正直に生きる事は正しいことだ」と言い続けることしかできなかったものの、孤独だった空に多大な影響を与える。偽り人・入谷に斬られ致命傷を負い、空に看取られ息を引き取った。「亡くなった娘の分も含め、一人でも多くの人を救う」という彼の夢は、空に受け継がれることとなった。
かつて、一時的に、ここのつの宝の一つ、白粉・桜紅を預かるが、子供たちが危険にさらされることのないよう、国の命令を放棄して、嫗に宝を移した。
蛭子 夜七（ひるこ よるしち）
公儀の隠密。150mの坂を7秒で駆け登る常人離れした脚力の持ち主。普段は頭巾をかぶって顔を隠しているが、雪だるまのようなギャグ調の顔をしている。ここのつの宝の回収の任務を与えられているが、任務以外のことに興味はなく鬱陵島では、黒羽達によって苦しめられていた島民たちを助けようともせず空達と黒羽達が争っている隙に宝を手に入れる。都では御門の下で空達のお目付け役として振る舞っていたが、最後に正体を現し牙音を倒すが宝を手に入れることはできず報告に向かう。ここのつの一つ「双対の華」を持っているため、最終章では空たちと共に神の玉座へ向かう。身長179,7cm。好きな食べ物はあんみつなどの甘いもの。
ぽんぽこりー・ふらもんと・え・かてリーナ
ぽちの母親。享年25。時に優しく、時に厳しい良妻賢母。ぽちに「人を信じて。話せばきっとわかってくれる」と言い聞かせていた。愛する子供であるぽちと幸せに暮らしていたが、ぽちが空と出会う3日前、悪人に殺される。誕生日は5月2日。身長60cm。好きなものは柿。夢は、ぽちが将来幸せになること。作者曰く、狸の世界ではとびきりの美人だったとのこと。
謎の男
第八話に登場。異常なまでに嘘を憎む男。拾われ子だったが、両親のことは信頼していた。食糧不足の際、両親と共に山の食べ物を探していたが、両親に井戸に突き落とされ口減らしのために捨てられたのだと思い、復讐しようと井戸から這い上がり、両親を捜すと狼に殺されていたため、嘘つきを無差別に殺していた。井戸から這い上がることで指の力が鍛えられており、その力で針を飛ばして攻撃する。嘘を見破り相手の考えを読めるかのように振舞うが、実際は相手の言うことをまったく信じていないだけで、空にそのことを見破られる。最後は空に両親が狼から助けるために突き飛ばした可能性を指摘され戦意を失い自首する。
導天（どうてん）
"奇跡の力"によって人を救うという教団の教祖。数十年前に自分を助けるために囮となって死んだ4人の仲間のために人を救いたいと思うが、上手くいかず意気消沈していた所に、瓢と出会い人の悩みを聞ける存在「神」を名乗るように言われる。瓢の作ったカラクリを使って奇跡を起こし信者の悩みを聞いていたが、瓢たちは彼の知らないところでお布施を集める詐欺行為を行っており、カラクリが明らかになり瓢に罪をすべて着せられそうになるが、空によって助けられる。
十蛾野 天下（とがの てんか）
空が孤児之里で一緒にいた、いわゆる同郷のよしみ。17歳。語尾に「〜ッス」がつく喋り方をする。家族は、旅芸人の一座でなかでも老練された火芸は得意だった。いつものように父が火芸をした際失敗し、芝居小屋が炎上したことで家族は皆死亡したという過去があり、里に来たころはとにかく火を恨み、嫌っていた。だが、和尚の言葉で救われ、里に来る前より火の扱いが上達していった。現在は花火職人に引き取られ幸せに暮らしている。
作者曰く一般的な良い子で、空の数少ない「普通の友達」である。しかし、その素直で純粋な性格が災いしてか、里にいた頃は空にいたずらをされたことが多々あった。
身長178,8cm 体重70kg。誕生日は10月5日。好きな食べ物は焼肉。好きな花火は型物で、将来の夢は花火職人。
鳩羽木 葉（はとばき よう）
人形の里で人形と戦っている若者。21歳。妹の葛にベタ惚れで、彼女を助け出すため6年もの間、人形と戦い続けている。武器は刀で、硬い人形を一刀両断する技量の持ち主。男性のような服装と振る舞いをしているが実は女性である。人を点数で表す癖があり「減点」が口癖。
身長182cm 体重70kg。誕生日は8月10日。大切なものは妹で、嫌いなものは父親。
葛（かずら）
葉の妹。15歳。心臓に機械を取り付けられ人形を動かすための動力に使われ、6年間塔に閉じ込められていた。葉の想いに対しては「ウザイ」「恥ずかしいからもっと秘めて」と辛辣な言葉を投げ掛けているが、家族としては大切に思っている。
身長150cm 体重45.2kg。誕生日は10月8日。
海豚（いるか）
祠依の領主。幻覚によってスタイルのいい女性のように見せかけていたが、正体は子供。代々、幻覚剤を用いることで、傷ついた人々を救っていたが、両親が彼女にその方法と心得を教える前に事故死し、外の世界を怖がるようになり幻覚の世界の中で生きていた。しかし、落ちてきた壺を受け止め、自分を助けてくれた空たちを見て外の世界にもいい人がいると知り、以後は祠依を出て幻覚剤で体を痛めた人たちの面倒を見ながら暮らしている。
子猪（しいの）
鬱陵島に住む少年。領主直属の守護隊に捕縛されそうになった空たちを助ける。胸が悪い姉がおり、姉が守護隊に連れて行かれたため空たちに協力し、城へ忍び込む。
佐熊 幻三郎（さくま げんざぶろう）
鬱陵島の領主。人格者で鬱陵島を評判よく納めていたが、火災で娘の宝が行方不明になり、自身も重傷を負う。黒羽に火災は人為的に起されたものだと騙されて、犯人を捜すため島民を捕らえ拷問にかけていた。その違法行為のため、何も知らされることなく蛭子によって極刑に処された。
蜘蛛井（くもい）
領主と戦う抵抗勢力のまとめ役。妻が捕らえられたため救出しに向かったが、拷問によって既に亡くなっていた。その後、精神を病み隊長を殺害したため、保護を受けることとなる。
鯖田（さばた）
国の大蔵「マヨヒガ」の蔵番。刀陰之流指南役の免許皆伝。使い込みが国の査察でばれそうになったため、鳥頭目と蝶左に罪を着せようとするが、部下もろとも鳥頭目に倒され、みなもに追手がかからないよう死んだことにするために蝶左が起こした火事に巻き込まれて死亡する。
黒鹿毛 鉄進（くろかげ てっしん）
250年前に滅んだ黒城の4代目城主。「ここのつ」の宝のひとつ、「瑪瑙の杯」を守っていた。からくり式で攻撃に自動で反応する鎧に身を包んでいたが、実はものすごく小柄。自分の下まで来た空と烏頭目に宝を渡そうとしたが、烏頭目の出自を知り侮辱したため二人に倒される。
因幡野 白雪（いなばの しらゆき）
舎舎迦の領主。閨にそっくりな外見で手首に痣がある。極悪非道を働き鬼姫と呼ばれ、民を苦しめたと伝えられているが、実際は私腹を肥やす士族たちによって傀儡として使われていただけで、無邪気な性格。自分の身代わりになろうとした閨を助けるため自ら民のもとに行き処刑される。自分の気持ちを天気で表すのが癖。誕生日や体重は、すべて閨と同じである。
蓑里（みのり）
控が空たちと出会う遥か昔に、共にここのつを集める旅をしていた少女。自らの村を救うため、ここのつ探しの旅に出かける。閨やまなと同じく桜色の長い髪をもつ。一見、笑い上戸で元気溢れる明るい女性だが、強い聡明さと純真さをもち、実力はかなり高い。数々のここのつの宝を、争いを起こすことなく交渉や賭け事などでたった一人で次々と手に入れていき、「聖女」と呼ばれるようになる。控の目的にも密かに気づいていたが、「人はいつか死ぬからいっそ人のために死ぬ」と彼に打ち明け、それでもなお一緒に旅を続けていた。控が初めて「殺したくない」と願った人間で、控と共に鵺の元まで辿り着くが、控の願いが通じることなく鵺に殺される。彼女の死は、控の考えを改めさせる大きなきっかけとなる。
ユーニ・コンラッド
薬馬の師である男性。長い金髪が特徴で太陽の紋様のついた帽子をかぶっている（この帽子は彼の死後、薬馬へ受け継がれた）。自由人で、薬馬へ余計なことをしては、彼を苦労させていた。そんな性格の為か、弟子にやや雑にあつかわれることもある。しかし、薬馬本人はユーニのことを心から尊敬しており、ユーニも表には出さないが彼を大切にしていた。外見は二十代ぐらいだが、実際は一世紀近く生きている。享年九十五歳という大往生。
余談だが、彼の息子も医者であったらしいが、異国の女（日本人）と恋に落ちた結果生死不明となっている。この話は、薬馬の父親の話と似ており（薬馬の父は日本人ではない）、ユーニは薬馬の祖父ではないかという描写があるが、詳しいことは不明。

## 用語解説
偽り人（いつわりびと）
泥棒・詐欺師・強盗、それら全てを極めし者の呼び名、または称号。忍び、騙し、倒して、奪う…最凶最悪の生業。
孤児の里
孤児を引き取って育てている里。大人は6人だけ。近くに有益な鉱山があり、それによって子どもを養っている。
撫子島（なでしこじま）
偽り人の流刑島。島に向かって海流が流れていて、小さな船では脱出できない。殺人などの重い罪を犯すと、口の横に入れ墨を入れられる。
人形の里
人形作りで有名な里。かつては行楽地として賑わっていたが、領主がここのつの技術を利用して作り出した人を襲う人形が出回るようになり閉鎖された。
ここのつ
神様から「九つ」の宝物を与えられ誰も近づけない城で幸せに暮らしていた正直者の若者が一人の嘘つきに騙され、殺されて九つの宝も奪われてしまったという昔話。
この物語に出てくる、その若者が幸せに暮らしたという「誰も近づけない城」は、筑紫島の遺跡の天井に逆さまに建てられ実在しており、その存在から国は、この話が実話だと認めている。
各地に散らばる九つの宝を神の地に捧げれば引き換えにここのつが与えられるという。この昔話に出てくる若者は女性なので各地の宝は女性が身につけるものが多い。
ここのつの正体は鵺がまなを蘇らせる為に必要となる身体のパーツを選別する機能を与えた物なので、手に入れるには必然的に女性の身体的特徴を求められる。
瞳石
ここのつの宝の一つの宝玉。石の中に筋があり獣の瞳のように見える。所有者は空。
七色の虹
ここのつの宝の一つの櫛。虹のように七色に輝く。所有者はぽち。
双対の華
ここのつの宝一つの草履。花の模様があしらわれている。所有者は蛭子。
古の巻物
ここのつの宝の一つの着物。一度着ると脱ぐことはできないが、斬りかかっても傷一つつかず、着る人間に合わせて着物も変化する。所有者はみなも。
瑪瑙の杯
ここのつの宝の一つの杯。人間の価値を測るといわれ価値のない人間が触ると全身の血が抜かれ脳髄が破壊される。所有者は烏頭目。
桜紅
ここのつの宝の一つの白粉。宝を集め、この白粉を塗った乙女が舞を捧げた時、神が降り宝が手に入る。美しい肌を持つ者が塗らないと、全身に発疹が出る。所有者は石清。
孔雀の羽
ここのつの宝の一つの簪。薄桜色の美しい髪の持ち主しかつけられない。所有者は閨。
青玉の勾玉
ここのつの宝の一つの勾玉。所有者は薬馬。
銀の雫
ここのつの宝の一つの耳飾り。普通の人には聞こえない小さな音を発している。所有者は九十九。

## 単行本
1巻 2009年5月18日発売 ISBN 9784091220134
2巻 2009年8月18日発売 ISBN 9784091217264
3巻 2009年11月18日発売 ISBN 9784091218919
4巻 2010年2月18日発売 ISBN 9784091221674
5巻 2010年5月18日発売 ISBN 9784091223005
6巻 2010年8月18日発売 ISBN 9784091225153
7巻 2010年11月18日発売 ISBN 9784091226709
8巻 2011年2月18日発売 ISBN 9784091227850
9巻 2011年5月18日発売 ISBN 9784091228871
10巻 2011年8月18日発売 ISBN 9784091232250
11巻 2011年10月18日発売 ISBN 9784091233608
12巻 2012年2月17日発売 ISBN 9784091235565
13巻 2012年4月18日発売 ISBN 9784091236449
14巻 2012年6月18日発売 ISBN 9784091237040
15巻 2012年8月17日発売 ISBN 9784091238009
16巻 2012年8月17日発売 ISBN 9784091238627
17巻 2012年10月18日発売 ISBN 9784091240033
18巻 2013年1月18日発売 ISBN 9784091241740
19巻 2013年4月18日発売 ISBN 9784091242877
20巻 2013年6月18日発売 ISBN 9784091243256
21巻 2013年8月16日発売 ISBN 9784091243584
22巻 2013年10月18日発売 ISBN 9784091244543
23巻 2013年11月18日発売 ISBN 9784091245045